# Био (лунный кратер)
Кратер Био (лат. Biot) — небольшой ударный кратер в южной части Моря Изобилия на видимой стороне Луны. Название дано в честь французского учёного, физика, геодезиста и астронома Жана-Батиста Био (1774—1862) и утверждено Международным астрономическим союзом в 1935 г.

## Описание кратера

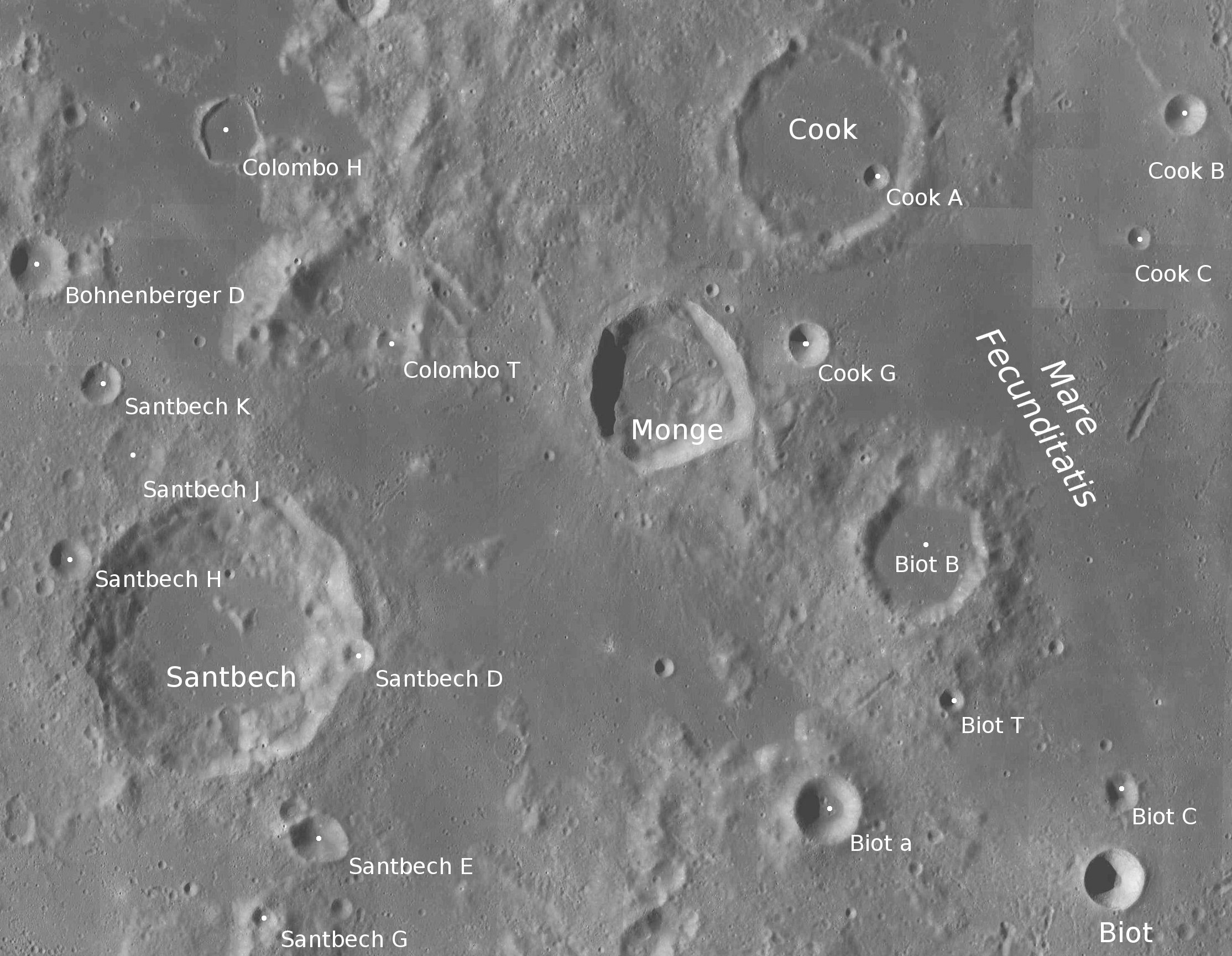
Окрестности кратера Био. Снимок зонда Lunar Reconnaissance Orbiter.

Ближайшими соседями кратера являются кратер Сантбек на западе-северо-западе; кратер Монж на северо-западе; кратер Кук на севере-северо-западе; кратер Роттсли на востоке-юго-востоке и кратер Снеллиус на юго-востоке. Селенографические координаты центра кратера 22°42′ ю. ш. 51°05′ в. д. / 22,70° ю. ш. 51,08° в. д., диаметр 13,0 км, глубина 0,9 км.
Вал кратера имеет циркулярную форму с острой кромкой вала и небольшим участком плоского дна, практически не разрушен. Высота вала над окружающей местностью составляет 450 м, объем кратера приблизительно 70 км³. Внутренний склон вала имеет альбедо значительно выше, чем окружающая местность, что характерно для большинства молодых кратеров.
Кратер по своим морфологическим признакам является эталонным, схожие кратеры относят к типу BIO (по названию данного кратера).

## Сателлитные кратеры
| Био | Координаты                                            | Диаметр, км |
| --- | ----------------------------------------------------- | ----------- |
| A   | 22°13′ ю. ш. 48°50′ в. д. / 22,22° ю. ш. 48,83° в. д. | 14,9        |
| B   | 20°26′ ю. ш. 49°35′ в. д. / 20,43° ю. ш. 49,58° в. д. | 27,5        |
| C   | 22°07′ ю. ш. 51°08′ в. д. / 22,11° ю. ш. 51,14° в. д. | 7,0         |
| D   | 24°20′ ю. ш. 50°21′ в. д. / 24,34° ю. ш. 50,35° в. д. | 8,8         |
| E   | 24°46′ ю. ш. 50°52′ в. д. / 24,77° ю. ш. 50,87° в. д. | 8,0         |
| T   | 21°27′ ю. ш. 49°48′ в. д. / 21,45° ю. ш. 49,80° в. д. | 5,3         |

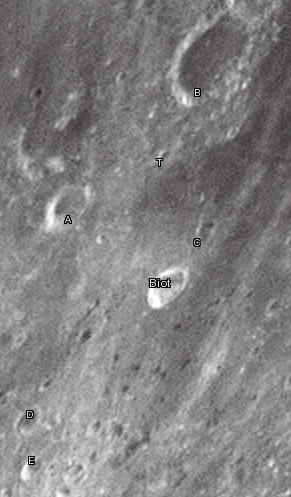
Снимок Девида Кемпбелла.

- Кратер Био включен в список кратеров с яркой системой лучей Ассоциации лунной и планетарной астрономии (ALPO)[5].
- Кратер Био и сателлитный кратер Био А включены в список кратеров с темными радиальными полосами на внутреннем склоне Ассоциации лунной и планетарной астрономии (ALPO)[6].

## Галерея

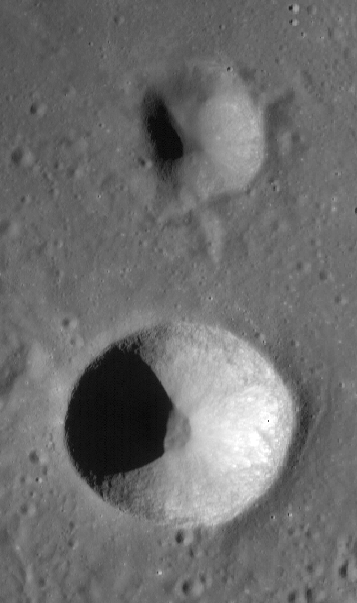
Снимок зонда Lunar Reconnaissance Orbiter. Кратер Био внизу, вверху сателлитный кратер Био С.
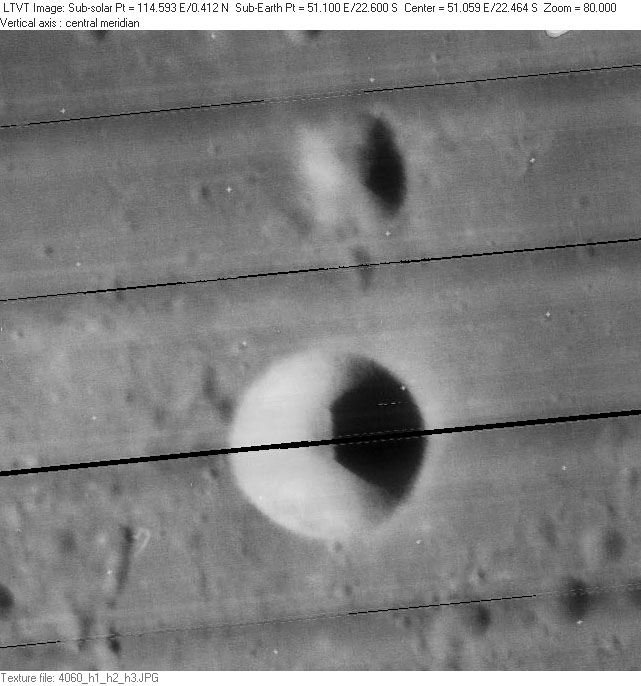
Снимок зонда Lunar Orbiter-IV.